# جي.-أوجين بيسونت
جي.-أوجين بيسونت هو سياسي كندي، ولد في 4 مارس 1892 في شوديير أبالاش في كندا، وتوفي في 13 سبتمبر 1980 في مدينة كيبك في كندا. نشط حزبياً في الحزب الكندي التقدمي المحافظ. وقد انتخب عضو مجلس العموم الكندي.